# Indothuidium kiasense
Indothuidium kiasense là một loài Rêu trong họ Thuidiaceae. Loài này được (R.S. Williams) Touw mô tả khoa học đầu tiên năm 2001.